# Sniper’s Ridge
Sniper’s Ridge ist ein US-amerikanischer Kriegsfilm des Regisseurs John A. Bushelman aus dem Jahr 1961 der in Schwarzweiß gedreht wurde.

## Handlung
Kurz vor dem Ende des Koreakrieges. Der mutige aber kampfesmüde Private Scharack erfährt, dass sein überfälliger Fronturlaub durch seinen Vorgesetzten, den strengen aber feigen Captain Tombolo, verhindert wurde. Der wütende Scharack sucht das Feldlazarett auf und täuscht schwere Kopfschmerzen vor. Doch der ebenso kriegsmüde Arzt entlässt ihn wieder zum Dienst. Scharack wird von Tombolo bei seiner Rückkehr zum Latrinendienst verdonnert.
In der Nacht vor dem erwarteten Waffenstillstand befiehlt Tombolo eine Patrouille hinter die feindlichen Linien, was die Soldaten und besonders Scharack verärgert. Doch bevor die Patrouille loszieht, tritt Tombolo versehentlich auf eine Mine. Es ist eine „Bouncing Betty“, eine Mine, die explodiert, wenn das Opfer den Fuß wieder vom Zünder nimmt. Keiner der Soldaten kann Tombolo helfen. Nur Scharack kommt seinem Captain zu Hilfe. Er packt ihn in dicke Jacken und fordert ihn auf, von der Mine wegzuspringen. Doch Tombolo ist derart verängstigt, dass er sich nicht rühren kann. Scharack stößt Tombolo weg, dem nichts passiert, als die Mine explodiert. Scharack wird schwer verwundet und ins Lazarett gebracht.
Um 10 Uhr abends wird der Waffenstillstand verkündet. Tombolos schwerfälliger Versuch der Entschuldigung wird von seinen Männern abgewiesen.

## Kritiken
Eugene Archer von der New York Times vermutete, dass Produzent und Regisseur Bushelman als Zielgruppe seines Antihelden-Dramas Antimilitaristen sah. Doch das ganze Ding hätte auch einen Errol Flynn verblüfft.

## Hintergrund
Die Uraufführung der Produktion der 20th Century Fox fand im Februar 1961 statt.